# Prima Divisione 1936
La Prima Divisione 1936 è stata la ?ª edizione della seconda divisione del campionato italiano maschile di pallanuoto.

## Fase a gironi

### Gironi
| Girone A  | Girone B   | Girone C     |
| --------- | ---------- | ------------ |
| - Bologna | - Albarese | - FGC Napoli |

## Finali
Furono disputate il 13 settembre sul neutro di Milano.
- 13-09: Albarese-Bologna Sportiva 4-1.
- 13-09: Albarese-FGC Napoli 3-1.
- 13-09: Bologna Sportiva-FGC Napoli 3-2.

Classifica finale
|  |    | Girone finale 1936 | Pt | G | V | N | P | GF | GS | QR    |
|  | -- | ------------------ | -- | - | - | - | - | -- | -- | ----- |
|  | 1. | Albarese           | 4  | 2 | 2 | 0 | 0 | 7  | 2  | 3.500 |
|  | 2. | Bologna Sportiva   | 2  | 2 | 1 | 0 | 1 | 4  | 6  | 0.667 |
|  | 3. | FGC Napoli         | 0  | 2 | 0 | 0 | 2 | 3  | 6  | 0.500 |

Verdetto
- Albarese campione di I Divisione e promosso in Divisione Nazionale A.